# The Birdbot of Ice-Catraz
The Birdbot of Ice-Catraz (рус.  «Робо-Птица c Ледяной Планеты») — пятый эпизод третьего сезона мультсериала «Футурама». Североамериканская премьера этого эпизода состоялась 4 марта 2001 года.

## Сюжет
Профессор Фарнсворт дает новое задание команде: отбуксировать танкер с чёрной материей через всю Солнечную систему, аккуратно пройдя на малом расстоянии от Плутона — заповедника для пингвинов. Но Лила отказывается выполнять эту миссию, и профессор лишает её звания капитана, возложив все её функции на Бендера.
Лила тем временем примыкает к эколонавтам, чтобы защитить пингвинов. Во время полета на корабле отношения капитана Бендера и подчиненного Фрая не складываются. После того, как первый план эколонавтов провалился, они вернулись на Плутон, в штаб-квартиру общества «Пингвины без границ». Там глава общества Уотерфолл рассказывает Лиле об их работе.
На корабле Межпланетного экспресса капитан Бендер, потеряв Фрая как своего друга, и, будучи трезвым (роботу необходим алкоголь для нормального функционирования), теряет управление и корабль терпит крушение на Плутоне, пробив все 6000 защитных слоев об айсберг. Это вызывает на планете экологическое бедствие и Бендера приговаривают к 5 часам общественных работ. Но, когда охрана отвлеклась, Бендер надел фрак и начал притворяться пингвином. Тем временем эколонавты узнают, что из-за воздействия разлитого вещества из танкера пингвины стали размножаться быстрее, чем нужно, и могут погибнуть от голода из-за большой численности. Лидер эколонавтов принимает решение отстреливать пингвинов, но Лиле эта идея не нравится. Она находит Бендера среди пингвинов, но в этот момент приходят люди с ружьями. Бендер ведет пингвинов в атаку, однако в пылу битвы беспечно снимает с себя фрак. Пингвины больше не узнают своего лидера и начинают его атаковать. Лила и Бендер сбегают при помощи вовремя подоспевшего на корабле Фрая. В конце серии зритель видит двоих пингвинов, подбирающих ружья: наученные примером Бендера, они явно собираются начать отстрел людей.

## Персонажи
Список новых или периодически появляющихся персонажей сериала
- Дебют: Фри Уотерфолл
- Дебют: Старик Уотерфолл
- Линда
- Морбо
- Скраффи

## Интересные факты